# دوري كرة القدم الغربي 2005–06
دوري كرة القدم الغربي 2005–06 (بالإنجليزية: 2005–06 Western Football League)‏ هو موسم من دوري كرة القدم الغربي ‏. فاز فيه Bideford A.F.C. ‏.